# Eroica (1949)
Eroica ist ein österreichischer Spielfilm von Walter Kolm-Veltée aus dem Jahr 1949. Er behandelt das Leben des Komponisten Ludwig van Beethoven.

## Handlung
Ein berittener Eilbote überbringt auf einem Ball von Fürst Lichnowsky die Nachricht, dass sich Napoléon Bonaparte mit seiner Armee im Anmarsch nach Wien befindet. Wie ein Lauffeuer verbreitet sich die Nachricht in der Stadt und erreicht auch Beethoven, der mit seinen Freunden in der Kneipe sitzt. Beethoven ist begeistert von den Idealen, die Napoleon nach der Französischen Revolution vertritt, und eilt sofort nach Hause, um Napoleon eine Sinfonie "der Macht, der Größe und der Herrlichkeit" (die spätere "Eroica") zu schreiben. Nach dem Erfolg der Sinfonie bekommt Beethoven Besuch von zwei Gesandten Napoleons, die Beethoven zur Teilnahme an einem Empfang des Kaisers auffordern. Da der Kaiser den Glanz liebe, bekommt Beethoven genaue Kleidungsvorschriften. Enttäuscht von der Oberflächlichkeit seines Idols, streicht Beethoven die Widmung vom Titelblatt der Sinfonie.
Beethoven reist nach Ungarn und kommt dort zu seiner Sicherheit bei seiner Schülerin Therese von Brunswik und deren Cousine Giulietta Guicciardi unter. Beethoven verliebt sich in Giulietta, die sogar bereit ist, für Beethoven ihren Verlobten Wenzel Robert von Gallenberg aufzugeben. Therese ist der Meinung, es sei Beethoven durch sein Talent nicht gegeben, eine erfüllende Beziehung zu einer Frau einzugehen.
Beethoven macht sich nicht nur Sorgen um seinen Neffen Karl, der seiner Meinung nach ein Lotterleben führt und unter dem schlechten Einfluss seiner Mutter steht, sondern bemerkt auch sorgenvoll, dass sein Gehör ihn immer mehr im Stich lässt. Als Beethoven an Gott verzweifelt, warum dieser ihm das Gehör nehmen will, entgegnet ihm sein Freund Carl Amenda, Beethoven solle auf diese Weise eine Musik hören, die noch nie ein Mensch zuvor gehört hat. Für Beethoven wird es ein bedrückendes Erlebnis, als er bei Proben zu seiner Oper "Fidelio" bemerkt, dass sich das Orchester nicht nach seinem Dirigat richtet, sondern nach dem des ersten Kapellmeisters. Niedergeschlagen geht er nach Hause und hadert wieder einmal mit Gott. Doch da fallen ihm Amendas Worte wieder ein, und als Therese nach ihm sieht, kann er sie beruhigen, dass er sich mit seinem Schicksal arrangiert hat und sich nun wieder dem Komponieren zuwendet.

## Hintergrund
Die Arbeiten für den Film unter der Produktion der „Wiener Kunstfilm“, die 1909 von dem Großvater des Regisseurs Walter Kolm-Veltée gegründet worden war, begannen im Jahr 1947. Für Kolm-Veltée, den Autor des Drehbuches, war der Film die erste selbständige Arbeit als Regisseur. Hauptdarsteller Ewald Balser stand bereits kurz vor der Unterschrift für einen von ihm initiierten Beethoven-Film einer Schweizer Filmgesellschaft. Dann wechselte er aber zur „Wiener Kunstfilm“, als er von deren Beethoven-Projekt erfuhr.
Die Dreharbeiten des „Eroica“-Films verzögerten sich jedoch durch finanzielle Schwierigkeiten, in deren Zuge Regisseur Karl Hartl die Künstlerische Oberleitung übertragen wurde. Dieser drehte den Film zur Hälfte neu; einziges übrig gebliebenes Mitglied des ursprünglichen Herstellerstabs des Films war Kolm-Veltée selbst. Die Produktionskosten beliefen sich auf insgesamt sechs Millionen Schilling. 
Gedreht wurde der Film im Atelier Wien-Sievering. Die Außenaufnahmen entstanden in Wien und Umgebung sowie im Burgenland. Die Welturaufführung fand am 31. Juli 1949 im Rahmen der Salzburger Festspiele im Salzburger Mirabell-Kino statt.
Nach der Uraufführung strengte Autor Hermann Heinz Ortner einen Prozess an, weil er sein Mitte der 1930er Jahre entstandenes, mit Ewald Balser in der Titelrolle aufgeführtes Theaterstück über Ludwig van Beethoven plagiiert sah. Als Anhaltspunkte dienten ihm beispielsweise Balsers Beethoven-Konterfei im Filmvorspann (das gleiche Konterfei befand sich auf dem Umschlag der 1935 von Paul Zolnay veröffentlichten Ausgabe des Theaterstücks) und die künstlerischen Freiheiten des Films, die Ortner aus seinem Theaterstück entnommen sah (so wurde beispielsweise Napoleons Anmarsch auf Wien von 1809 in das Jahr 1803 – der Entstehungszeit von Beethovens „Eroica“-Sinfonie – vorverlegt). Ähnliche Prozesse hatte Ortner bereits vor dem Zweiten Weltkrieg gegen William Dieterle sowie gegen Carl Zuckmayer und die Korda-Filmgesellschaft geführt. Ortners Anwälte verwiesen auf insgesamt 26 Urheberrechtsverstöße in Kolm-Veltées Drehbuch, doch verzichtete Ortner schließlich auf eine einstweilige Verfügung, die die Premiere des Films verhindert hätte, weil die Teilnahme des Films bei den Internationalen Filmfestspielen von Cannes 1949 bevorstand.

## Auszeichnungen
- Bei den Internationalen Filmfestspielen von Cannes 1949 wurde Kolm-Veltée für den „Grand Prize of the Festival“ nominiert.
- Das Land Nordrhein-Westfalen verlieh dem Film das Prädikat „Künstlerisch hochstehend“.

## Kritiken
„Ausschnitte aus dem Leben Beethovens, die mit der Entstehungsgeschichte seiner Symphonie "Eroica" in Verbindung gesetzt werden. Eine zurückhaltende Musikerbiografie traditionellen Stils, die gepflegte Unterhaltung bietet.“